# Så bister kall sveper nordanvinden
Så bister kall sveper nordanvinden är en sång av kristet religiös karaktär skriven av missionspastor Anders G Bergh, aktiv medlem i IOGT. Den publicerades först 1889 i andra upplagan av Cymbalen. Senare gavs den ut i John Johnson Daniels Berättelsesånger, både 1897 och 1927. I Den gamla visboken från 1954 heter den "Ester och Axel", under vilken titel den finns insjungen av Margareta Kjellberg på skivan Drinkarflickans död och andra sånger. Även evangelisten Artur Eriksson har sjungit in denna visa. Melodin som används är av folkligt ursprung.
Sångens första vers lyder:
"Så bister kall sveper nordanvinden om stuguknuten den sena kväll.
I stugan sitter så blek om kinden en liten flicka vid spisens häll.
Den bleka hyn och de tärda dragen de vittna tydligt om sjukdom, nöd,
och hennes pappa har hela dagen för krogen glömt skaffa barnen bröd."